# سیارک ۱۲۴
سیارک ۱۲۴ (به انگلیسی: 124 Alkeste) صد و بیست و چهارمین سیارک کشف شده‌است که در ۲۳ اوت ۱۸۷۲ کشف شد.
قدر مطلق سیارک برابر ۸٫۱۱ است.